# Encyclia andrichii
Encyclia andrichii är en orkidéart som beskrevs av Lou Christian Menezes. Encyclia andrichii ingår i släktet Encyclia och familjen orkidéer. Inga underarter finns listade i Catalogue of Life.